# Eduardo Abaroa
Col. Eduardo Abaroa Hidalgo (13. října 1838, San Pedro de Atacama – 23. března, 1879, Calama) byl bolivijský přední hrdina druhé tichomořské války (1879–1883), v níž se postavilo Chile proti Bolívii a Peru. Byl jedním z velitelů civilního odporu proti chilskému vpádu v bitvě u Topáteru.
Abaroa byl inženýrem pracujícím ve stříbrném dole nacházejícím se v pobřežní oblasti tzv. Litorálu, který po jeho smrti Bolívie ztratila v důsledku 2. tichomořské války. Během bitvy u Topáteru (23. března 1879, týden po začátku války obsazením Antofagasty), první ozbrojeném střetnutí války, byl plukovník Abaroa součástí těžce přečísleného bolivijského oddílu, který bránil most přes řeku Topáter, kterýžto umožňoval přístup k městu Calama, důležité pouštní oáze na cestě do Bolívie. Když se odmítl vzdát, poté, co se přečíslené bolivijské vojenské síly stáhly, bojoval až do posledního dechu. Vykonal tak skutek, který jej později pozdvihl do role uctívaného národního hrdiny. Když byl, raněný a obklíčený, žádán, aby se vzdal chilským útočníkům, poskytl jim nečekanou odpověď, která se zapsala do bolivijského folklóru: „¿Rendirme yo ?... cobardes...¡Qué se rinda su abuela, carajo!“ („Vzdát se? ... zbabělci... Tvoje babička by se měla vzdát, čuráku!“), což je možno považovat za něco jako „Vzdát se? Vzdejte se mý prdeli!“. Podle chilského folklóru odvětil: „Quien, Yo?“ („Kdo, já?“).